# Himmelfahrtskirche (Pasing)

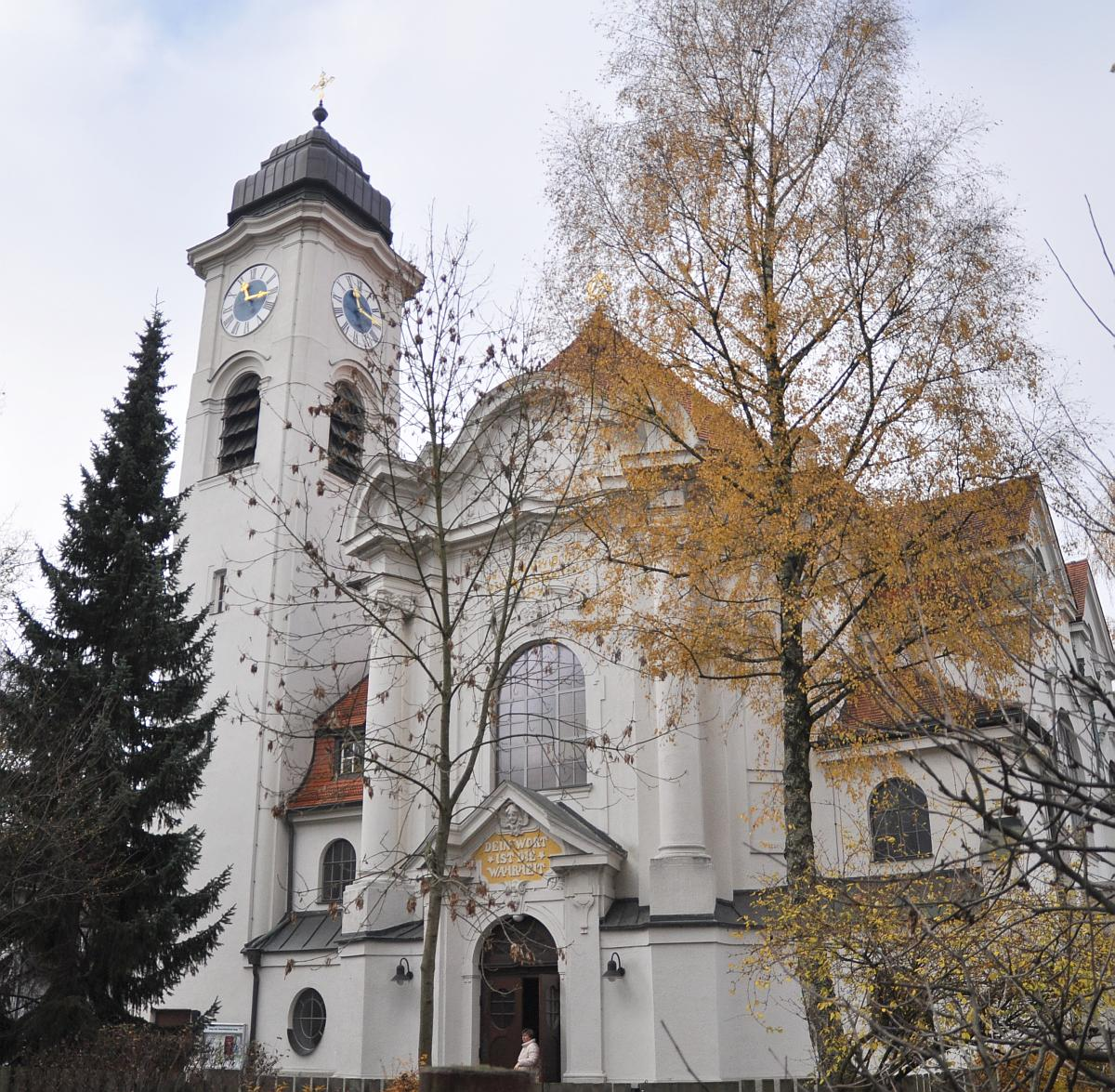
Ostseite der Himmelfahrtskirche, Eingangsbereich und Ädikulafront

Die Himmelfahrtskirche ist eine evangelisch-lutherische Kirche im Münchner Stadtteil Pasing. Sie befindet sich wenige hundert Meter nordwestlich des Pasinger Bahnhofs an der Marschnerstraße 2.

## Geschichte
Das Kirchengebäude wurde in den Jahren 1903/1904 nach den Plänen des Münchner Architekten Carl Hocheder im Neobarock erbaut. Es bildete den städtebaulichen Auftakt für das zu jener Zeit neu entstehende Wohnquartier Villenkolonie Neu-Pasing II, das heute als städtebauliches Ensemble unter Denkmalschutz steht.
Die Himmelfahrtskirche steht mitsamt ihrer Ausstattung ebenso wie das zugehörige benachbarte Pfarramt und zahlreiche weitere Gebäude in der Marschnerstraße als Baudenkmal unter Denkmalschutz. Sie ist unter dem Aktenzeichen D-1-62-000-4312 in der Denkmalliste des Bayerischen Landesamtes für Denkmalpflege für die Stadt München erfasst worden.

## Baubeschreibung
Die Himmelfahrtkirche verfügt laut Beschreibung in der Denkmalliste über einen Tonnensaal mit seitlichen Emporen und Walmdach, einen Turm mit Glockendach, eine barockisierende Putzfassade mit Ädikulafront, ein Giebelportal und verschiedene Anbauten.

## Ausstattung

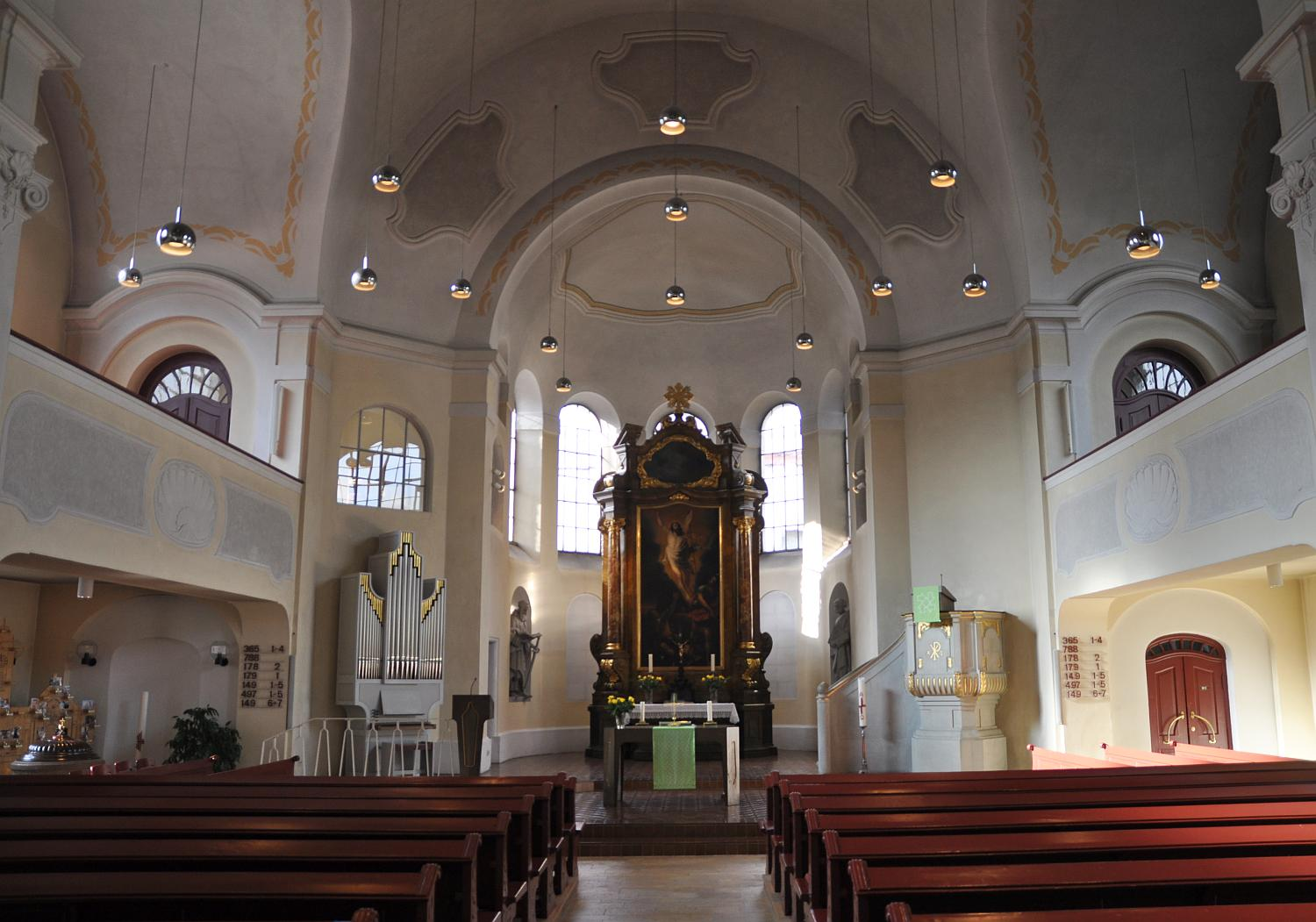
Innenansicht mit Altarbild, Emporen, Chororgel und Kanzel

Das Altarbild, ein Ölgemälde eines unbekannten deutschen Künstlers aus dem 17. Jahrhundert, ist eine Dauerleihgabe der Bayerischen Staatsgemäldesammlungen. Es stellt nicht, wie der Name der Kirche vermuten ließe, die Himmelfahrt Christi dar, sondern seine Auferstehung.
Im Chor befinden sich seitlich des Altarbildes in Wandnischen zwei lebensgroße steinerne Skulpturen der Apostel Petrus (rechts) und Paulus (links).
Im Turm hängt ein dreistimmiges Gußstahlgeläute aus der Bauzeit in Schlagtonfolge g1 - a1 - c2.

## Orgeln

### Steinmeyer-Orgel
Die Himmelfahrtskirche erhielt ihre erste Orgel in ihrer Entstehungszeit im Jahr 1904. Dieses Instrument, das Opus 820 der Firma Steinmeyer mit 14 Registern verteilt auf zwei Manuale und Pedal, wurde zwischenzeitlich an die Adventskirche im Münchner Stadtteil Aubing abgegeben und ist verändert worden.

### Hauptorgel

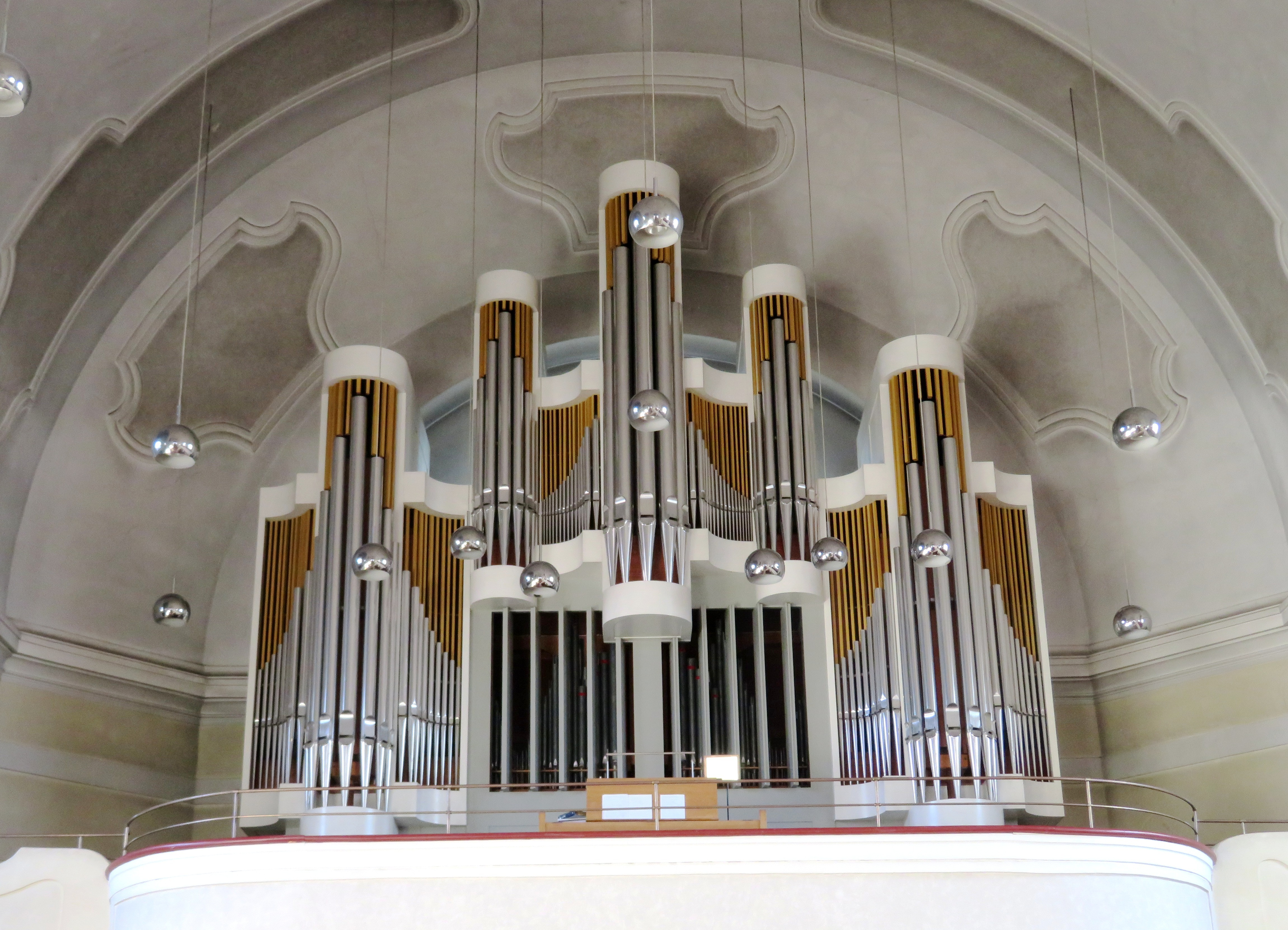
Die Klais-Hauptorgel auf der Ostempore

In den 1980er-Jahren wurde die Bonner Firma Johannes Klais Orgelbau mit dem Bau zweier neuer Orgeln beauftragt.
Die von Hans Gerd Klais im Jahr 1982 als Opus 1604 erbaute Hauptorgel befindet sich auf der östlichen Empore über dem Eingangsbereich. Das Schleifladen-Instrument mit mechanischer Spiel- und elektrischer Registertraktur hat 23 Register, die auf zwei Manuale und Pedal verteilt sind.
Die Disposition lautet wie folgt:
| I Hauptwerk C–g3 |                 |    |
| 1.               | Principal       | 8′ |
| 2.               | Gedackt         | 8′ |
| 3.               | Octave          | 4′ |
| 4.               | Blockflöte      | 4′ |
| 5.               | Schweizerpfeife | 2′ |
| 6.               | Sesquialter II  |    |
| 7.               | Mixtur V        |    |
| 8.               | Solotrompete    | 8′ |
|                  | Tremulant       |    |

| II Schwellwerk C–g3 |                   |       |
| 9.                  | Koppelflöte       | 8′    |
| 10.                 | Salicional        | 8′    |
| 11.                 | Unda maris        | 8′    |
| 12.                 | Principal         | 4′    |
| 13.                 | Gedackt           | 4′    |
| 14.                 | Superoctave       | 2′    |
| 15.                 | Spitzquinte       | 1 ⁄3′ |
| 16.                 | Scharff IV        |       |
| 17.                 | Cromorne-Hautbois | 8′    |
|                     | Tremulant         |       |

| Pedal C–f1 |                  |     |
| 18.        | Subbass          | 16′ |
| 19.        | Offenbass        | 8′  |
| 20.        | Cello            | 8′  |
| 21.        | Tenoroctave      | 4′  |
| 22.        | Rauschpfeife III |     |
| 23.        | Posaune          | 16′ |

- Koppeln: II/I, I/P, II/P
- Spielhilfen: fünf mechanische Setzerkombinationen, Tutti, Generalabsteller

### Chororgel

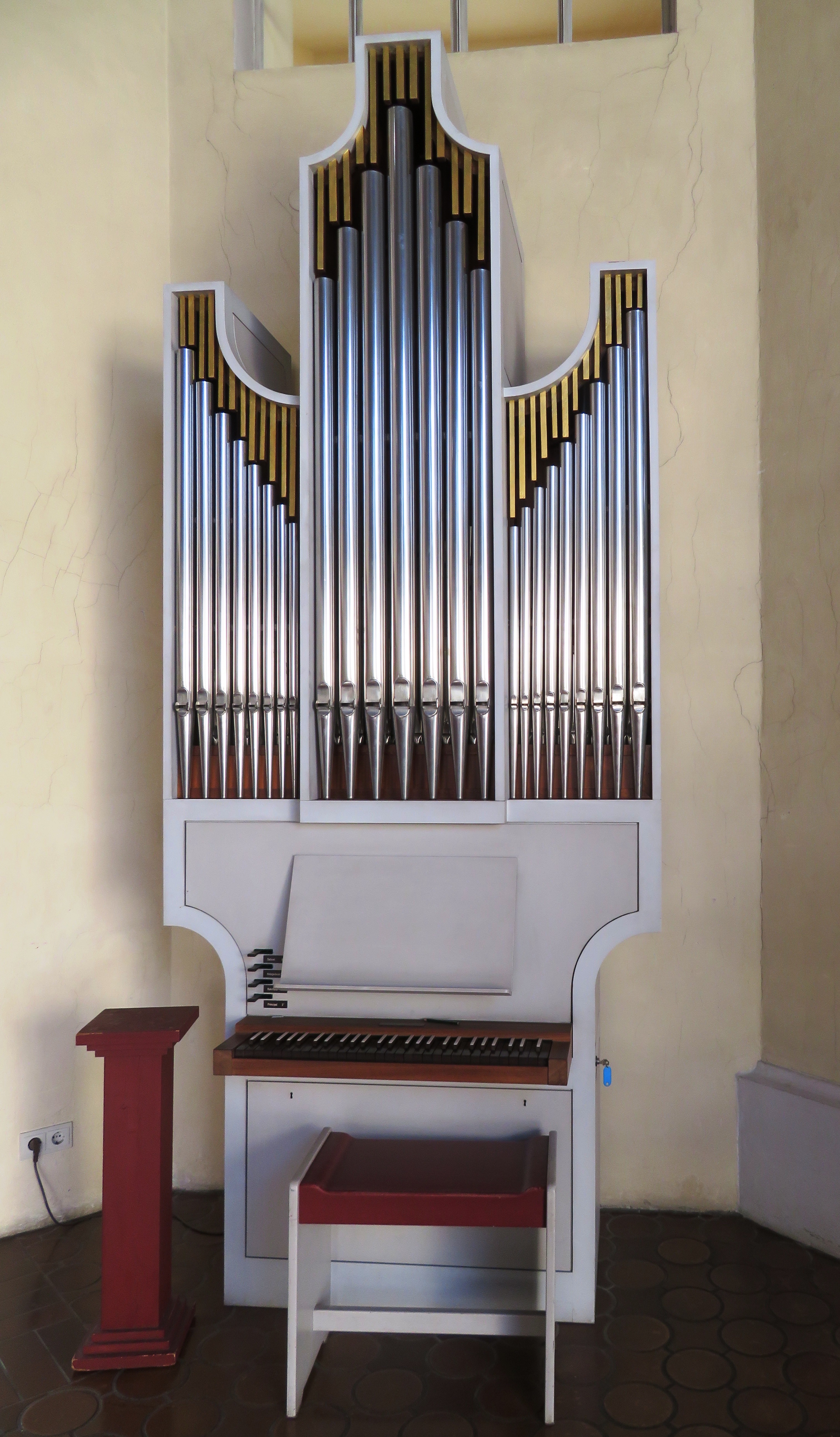
Die Klais-Chororgel

Die ebenfalls von Hans Gerd Klais erbaute kleinere Chororgel (Opus 1632 der Firma Klais Orgelbau) befindet sich auf der linken Seite des Chorbogens. Das Schleifladen-Instrument mit mechanischer Spiel- und Registertraktur hat ein Manual mit vier Registern.
Die Disposition lautet wie folgt:
| Hauptwerk C–g1 |             |    |
| 1.             | Salicet     | 8′ |
| 2.             | Holzgedackt | 8′ |
| 3.             | Rohrflöte   | 4′ |
| 4.             | Principal   | 2′ |

### Kirchenmusik
An der Himmelfahrtskirche wurde eine halbe Kantorenstelle eingerichtet, die seit 2016 mit der Sopranistin und Kirchenmusikerin Yoko Seidel besetzt ist. In der Kirchengemeinde gibt es einen Chor, ein Blechbläserensemble und eine Jugendkantorei. Mehrmals im Jahr finden Kantatengottesdienste und andere kirchliche Musikveranstaltungen statt, und zu besonderen jahreszeitlichen oder kirchlichen Anlässen treten auswärtige Konzertorganisten auf, wie beispielsweise Edgar Krapp.

## Kirchengemeinde
Zur Gemeinde gehören noch das Gemeindezentrum Emmaus (1970) sowie ein Kindergarten in Trägerschaft der Diakonie München und Oberbayern. Das Gemeindezentrum Bartimäus an der Giggenbacherstraße in Lochhausen (Grundsteinlegung 1964) wurde 2022 abgerissen; es soll durch einen Neubau ersetzt werden.
Die Arbeit der Gemeinde und der Unterhalt der Kirche wird von der Stiftung Himmelfahrtskirche Pasing unterstützt.